# Mikojan-Gurevitj MiG-21
Mikojan-Gurevitj MiG-21 (russisk: Микоян и Гуревич МиГ-21, tr. Mikojan i Gurevitj MiG-21, NATO-rapporteringsnavn: Fishbed) er et supersonisk jagerfly designet af Sovjetunionens Mikojan-Gurevitj-bureau. Flyets design med en deltavinge gav flyet tilnavnet “Balalajka” grundet ligheden med det trekantede russiske strengeinstrument. Den første prototype fløj i 1959, og der blev i perioden frem til 1985 fremstillet i alt 11.496 eksemplarer af flyet i forskellige versioner.
De oprindelige versioner af flyet anses som 2. generations jagerfly, hvorimod senere versioner anses som 3. generations jagerfly. Mere end 60 stater over fire kontinenter har benyttet MiG-21, og flyet er stadig pr. 2016 i aktiv tjeneste i en række landes luftvåben.
MiG-21 det kampfly, der er fremstillet i flest eksemplarer siden Koreakrigen og den supersoniske jager, der er fremstillet i flest eksemplarer. Flyet var tidligere det fly, der var blevet fremstillet i den længste periode (i dag er Boeing F-15 og Lockheed-Martin F-16 dog fremstillet i længere perioder).
Flyet har været anvendt under en række militære konflikter og viste sig særlig under Vietnamkrigen effektivt mod bl.a. amerikansk fremstillede kampfly.

## Udvikling

### Baggrund og tidlige versioner
Under Koreakrigen (1950-53) havde Sovjetunionen under konfliktens første tid betydelig succes med det subsoniske jetjagerfly MiG-15. Udvikling af bl.a. den amerikanske F-86 Sabre og særlig F-100 Super Sabre betød imidlertid, at Sovjetunionen fik et behov for et kraftigere og hurtigere jagerfly. Sovjetunionen ønskede et jagerfly, der kunne flyve med to gange lydens hastighed (mach 2) og udfylde opgaver med dels at afvise indtrængende fly og dels at sikre luftherredømme.
Sovjetunionen iværksatte derfor i begyndelsen af 1950'erne en række projekter med udvikling af mach 2-fly med luftindtag i flyets næse. Projekterne havde enten pilformede vinger (som Sukhojs Su-7, eller med deltavinger, hvoraf MiG-21 blev det mest succesfulde design.
Mikojan-Gurevitjs første prototype under projektet fik navnet Je-1 og var færdigt i 1954. Det blev dog konstateret, at prototypens motor var underdimensioneret, hvilket førte til et forbedret design, Je-2. De to første prototyper havde pilformede vinger og først med yderligere en videreudvikling, Je-4, blev flyet bygget med deltavinge. Je-4 havde sin jomfruflyvning den 16. juni 1955 og blev vist for offentligheden første gang ved den årlige flyopvisning på "Flyflådedagen” ved Tusjino flyveplads nær Moskva i juli 1956.
Designet af MiG-21 mindede en del om Sukhojs Su-9 og grundet manglende information i Vesten, blev de to fly ofte forvekslet, selvom MiG-21 var et væsentligt mindre fly.

### Design og karakteristika
MiG-21 var det første succesfulde kampfly, der kunne varetage rollerne som både afviser af indtrængende fly og etablering af luftherredømme. MiG-21 er et forholdsvist let jagerfly, der med en forholdsvis lille jetmotor med efterbrænder er i stand til at opnå Mach 2. Flyet kan således sammenlignes med de amerikanske Lockheed F-104 Starfighter og Northrop F-5 Freedom Fighter og den franske Dassault Mirage III. Flyets grundlæggende layout er anvendt af andre sovjetiske design, herunder Su-9. Det karakteristiske layout med den kegleformede spids i flyets næse blev dog sjældent anvendt uden for USSR (fx English Electric Lightning og SR-71 Blackbird) og viste sig på sigt at have begrænset potentiale til videreudvikling, primært på grund af den begrænsede plads til flyets radar, der var placeret i næsen.
Som mange andre afvisningsjagerfly havde MiG-21 en kort aktionsradius. Flyets design indebar endvidere, at tyngdepunktet flyttede sig bagud, når to-tredjedele af brændstoffet var blevet brugt. Dette gjorde det vanskeligt at lande flyet med tomme tanke, da det var ustabilt med det ændrede tyngdepunkt, hvorfor flyvetiden ikke skulle være længere end 45 minutter. Yderligere var det ikke muligt at gennemføre voldsomme manøvrer med halvtomme tanke, da motoren i de tilfælde kunne stoppe grundet manglende tilførsel af brændstof fra tankene. Problemet med den korte rækkevidde og begrænsede brændstofkapacitet berørte primært versionerne MiG-21F, PF, PFM, S/SM and M/MF og førte til videreudviklingen af MT- og SMT-versionerne. Disse versioner havde forbedret rækkevidden, men på bekostning af andre specifikationer, herunder maksimal flyvehøjde og stigeevne.
Flyets deltavinge var særdeles velegnet til at opnå høj hastighed og evne til at stige hurtigt, men betød også, at flyet mistede meget hastighed ved gennemførelse af drej og andre manøvrer under kamp. Flyets stigeevne, der for en kampklar MiG-21bis var 235 m/s, var ikke langt fra den senere F-16A. Udstyret med erfaren pilot og effektive missiler, var flyet effektivt i luftkamp mod sammenlignelige fly. Flyet kunne oprindelig gennemføre manøvrer, der udløste g-kræfter på mere end 7G, og senere versioner på op til 8,5G.
Flyets skrog blev fremstillet som semi-monocoque struktur med et elliptisk tværsnit. Lufttilførslen til motoren skete gennem en næsekegle. På de tidlige versioner kunne keglen stilles i tre positioner. Ved hastigheder under Mach 1,5 var keglen trukket helt tilbage, ved hastigheder mellem Mach 1,5 og Mach 1,9 er keglen i midterpositionen, og ved hastigheder over Mach 1,9 blev keglen skubbet helt frem. På den senere version MiG-21PF blev keglens position flyttet automatisk baseret på målinger af det dynamiske lufttryk.
Flyets cockpit fungerer som trykkabine. På versioner op til MiG-21PFM er cockpittaget hængslet forrest. Ved brug af katapultsædet løfter sædet cockpittaget og danner en kapsel, der beskytter piloten mod de kraftige luftstrømme, der kan ramme piloten, når denne i høj hastighed skydes ud af flyet. Efter udskydningen åbner kapslen, og piloten kan udløse sin faldskærm (se tegning). Ved udskydninger ved lave hastigheder, kunne det dog tage for lang tid at frigøre cockpittaget, hvilket i nogle tilfælde fik dødelig udgang for piloten. Fra og med versionen MiG-21PFM var cockpittaget hængslet i den højre side af cockpittet.
Flyets landingshastighed var ca. 350 km/t, som regel under anvendelse af bremseskærm.

### Produktion
MiG-21 blev fremstillet i 10.645 eksemplarer i USSR. Flyene blev produceret på tre forskellige fabrikker: AZ 30 (3.203 fly) i Moskva (også kaldet MMZ Znamja Truda), GAZ 21 (5.765 fly) i Gorkij  og på TAZ 31 (1.678 fly) i Tbilisi. Som hovedregel fremstillede fabrikken i Gorkij enkelt-sædede versioner til Sovjetunionens luftvåben, i Moskva blev fremstillet enkeltsædede fly til eksport og i Tbilisi blev fremstillet to-sædede versioner.
Flyet blev endvidere bygget på licens af Aero Vodochody i Tjekkoslovakiet (194 MiG-21F-13) og i Indien
(657 MiG-21FL, MiG-21M og MiG-21bis). Sovjetunionen indgik ligeledes licensaftale med Kina om licensproduktion af flyet, der i den kinesisk fremstillede version bærer navnet Chengdu J-7.
MiG-21’s rolle i Sovjetunionen som jagerbomber blev udfaset til fordel for de nyere MiG-23 og MiG-27 med variabel pilgeometri (vingernes vinkel kan ændres). Rollen som jagerfly med opgaven at bekæmpe NATO’s kampfly blev dog opretholdt helt frem til introduktionen af den langt mere moderne MiG-29.

## Operativ tjeneste
MiG-21 blev eksporteret til en lang række forskellige stater og er fortsat i tjeneste i en række stater. Flyet er simpelt opbygget og er forholdsvist enkelt at flyve, hvilket har gjort flyet velegnet til eksport til lande, der råder over få og/eller dårligt trænede piloter. Selvom flyet var teknisk underlegent i forhold til mange af modstandernes fly, betød lave anskaffelses- og vedligeholdelsesomkostninger, at flyet var meget populært i de udviklingslande, der anskaffede militærudstyr fra Østblokken. I dag har en række firmaer i Rusland, Israel og Rumænien specialiseret sig i opgraderinger til de aldrende MiG-21’ere, der fortsat er i tjeneste.
Listerne omfatter ikke lande, der har benyttet den kinesisk fremstillede Chengdu J-7/F-7 bygget på licens. Information er baseret på Mig-21 (2008).

### Lande der anvender MiG-21 i dag
| - Angola - Aserbajdsjan - 5 i tjeneste (2014) - Cuba - Egypten - Guinea - Indien - MiG-21 FL og MiG-21PF versioner trukket ud af tjeneste i 2013 og 2014; resterende MiG-21M (Type 96) påtænkt udfasning i 2015. Opgraderede MIG-21bis forventes at udgå i 2017-2018. - Kroatien - 8 MiG-21BisD'ere og 4 MiG-21UMD'ere i tjeneste i 2015. De forventes at forblive i tjeneste indtil 2019/2020. - Libyen - Mali - Mozambique - 6 MiG-21bis + 2 MiG-21UM trænere leveret fra Aerostar i Rumænien, juli 2014. | - Namibia - Nordkorea MiG-21F-13, MiG-21PFM, MiG-21MF, MiG-21bis og MiG-21U benyttes tillige med den kinesisk licensbyggede Chengdu J-7. - Rumænien Flyene forventes udfaset i 2017 - Sudan - Syrien - Uganda - Yemen - Zambia |

### Lande, der tidligere har anvendt MiG-21
| - Afghanistan - Algeriet - Bangladesh - Bulgarien - Burkina Faso - Cambodia - DR Congo - Zaire - Købt fire af Jugoslavien. - DDR - Eritrea - Etiopien - Finland - Georgien - Guinea-Bissau - Hviderusland - Indonesien - Iran - Irak - Kina - Kirgisistan | - Laos - Mongoliet - Madagaskar - Tchad - Tjekkoslovakiet - Tjekkiet - Tyskland - Ungarn - Nigeria - Polen - Rusland - Serbien - Slovakiet - Somalia - Sovjetunionen - begge luftvåben (PVO og VVS) og flåden - Tanzania - Turkmenistan - USA - Benyttet til kamptræning. - Ukraine - Vietnam - anvendt indtil 2015. - Jugoslavien |

### Civile brugere
Ifølge den amerikanske luftfartsmyndighed (FAA) var der i 2012 registreret 44 privatejede MiG-21’ere i USA.

## Deltagelse i konflikter

### Indien

#### Overblik
Det indiske luftvåben valgte i 1961 at købe MiG-21 fra Sovjetunionen, der samtidig tilbød Indien fuld overførsel af teknologi og rettigheder til at samle flyene lokalt. MiG-21 blev herefter i 1964 det første supersoniske jagerfly i Indiens luftvåben, og MiG-21'ere har spillet en væsentlig rolle i de løbende konflikter mellem Indien og Pakistan. MiG-21 spillede dog en begrænset rolle i den anden indisk-pakistanske krig (1965), da Indien på dette tidspunkt alene rådede over et begrænset antal fly og uddannede piloter. Det indiske luftvåben høstede dog værdifuld erfaring under krigen, og piloternes positive tilbagemeldinger medførte, at Indien investerede kraftigt i flere fly og opbygning af vedligeholdelsesprogrammer og pilotuddannelse på flyene.
Siden 1963 har Indien benyttet mere end 1.200 MiG-21’ere, hvoraf mindst 252 stadig var i tjeneste i 2013. Flyene har dog været plaget af sikkerhedsproblemer og siden 1970 er mere end 170 piloter og 40 civile blevet dræbt som følge af ulykker med flyene. Mindst 14 MiG-21’ere er styrtet ned mellem 2010 and 2013.
Den 11. december 2013 udgik Indiens 2. generations MIG-21 FL efter 50 års tjeneste.
 I lyset af en række uheld efter Kargil-krigen i 1999 har Indien anvendt den moderniserede MiG-21 Bison i afvisningsberedskabet og i en begrænset rolle som egentligt kampfly. De tilbageværende MiG-21 Bison forventes udfaset i 2019.

#### Den indisk-pakistanske krig i 1971
Den massive indiske satsning på MiG-21 medførte et tæt samarbejde mellem Indien og Sovjetunionen, hvilket var medvirkende til, at Indien fik opbygget et slagkraftigt luftvåben, der kunne imødegå truslerne fra Kina og Pakistan. Under Bangladeshkrigen og den efterfølgende indisk-pakistanske krig i 1971 spillede MiG-21 en væsentlig rolle i Indiens luftherredømme over centrale områder i den vestlige del af krigsområderne.
Under krigen i 1971 blev der for første gang på subkontinentet udkæmpet en luftkamp mellem to supersoniske fly, da en indisk MiG-21FLs nedskød en pakistansk F-104 Starfighter med sin GSh-23 dobbeltløbede 23 mm maskinkanon. Da kamphandlingerne blev indstillet havde de indiske MiG-21’ere nedskudt 4 F-104, 2 Shenyang F-6, én North American F-86 Sabre og én Lockheed C-130 Hercules. Ifølge nogle vestlige militære analytikere havde MiG-21 klart “vundet” den meget ventede konfrontation mellem den sovjetiske MiG-21 og den amerikanske F-104 Starfighter, der var vidt anvendt i de europæiske NATO-lande.
Som følge af flyets succes under konflikten rettede flere lande, herunder Irak, henvendelse til Indien for at opnå bistand til træning af piloter på flytypen. I begyndelsen af 1970'erne blev mere end 120 irakiske piloter trænet af det indiske luftvåben.

#### Kargil-krigen
MiG-21’ere blev også anvendt så sent som i 1999 under Kargil-krigen, hvor en MiG-21 blev ødelagt på jorden. To MiG-21'ere nedskød et pakistansk maritimt patruljefly (en Breguet Atlantique) med R-60MK (AA-8 Aphid) luft til luft-missiler.

### Indonesien
Indonesiens luftvåben erhvervede 22 MiG-21’ere. I 1962 modtog landet 20 MiG-21F-13’ere og MiG-21U’ere under Operation Trikora i konflikten ved det vestlige New Guinea. De indonesiske MiG-21’ere blev dog ikke involveret i luftkamp. Umiddelbart efter at de amerikansk støttede antikommunistiske styrker overtog regeringsmagten, blev 13 indonesiske MiG-21’ere sendt til USA, der i bytte leverede fly af typen Lockheed T-33 og UH-34D og senere F-5 og OV-10. De resterende MiG-21’ere blev taget ud af tjeneste på grund af manglende reservedele og vedligeholdelse.
De MiG-21’ere som USA overtog, indgik i den amerikanske 4477th Test and Evaluation Squadron ("Red Eagles"); en afdeling af USAF, der flyver med “modstanderens” fly som led i træningen af amerikanske piloter ved Tonopah Test Range.

### Vietnam
Som det fremgår af MiG-21’s specifikationer med bl.a. kort rækkevidde, var flyet udviklet til brug for hurtig imødegåelse af indtrængende fly i et tæt samarbejde med jordbaserede observationsposter (ground-controlled interception (GCI)). Flyet blev særlig kendt for denne rolle i forbindelse med luftkrigen over Nordvietnam under Vietnamkrigen. De første MiG-21’ere ankom direkte fra Sovjetunionen med skib i april 1966 og indgik herefter i Nordvietnams ældste flyveenhed, 921. Flyverregiment, der var dannet i 1964 som en MiG-17-enhed. Nordvietnams øvrige enheder (923 og 925) benyttede henholdsvis MiG-17 og MiG-19 (den kinesiske (J6 version). I 1972 blev der oprettet en fjerde enhed (927. Flyverregiment), der benyttede MiG-21PFM (Type 94).
Selvom 13 af Nordvietnams flyver-esser opnåede deres status med MiG-21 (i modsætning til de blot tre esser, der fløj MiG-17), foretrak mange nordvietnamesiske piloter MiG-17, da MiG-21 var mindre manøvredygtig og da udsynet fra MiG-17 var bedre end udsynet fra MiG-21. Meningerne blandt piloterne var dog delte, og andre piloter fremhævede MiG-21’s hastighed, stigeevne og bevæbning.

På trods af, at MiG-21’s RP-21 radar i flyets næse havde begrænset rækkevidde og dækning, og var ude af stand til at se under radarhorisonten, var flyet særdeles effektivt i hurtige nålestiksangreb styret fra jorden. Den nordvietnamesiske taktik bestod i at jordbaserede kontrolcentre placerede MiG-flyene i bagholdsangreb mod de amerikanske fly. Angrebene mod de amerikanske formationer blev udført hurtigt og præcist fra flere sider, ofte med maskinkanonbevæbnede MiG-17 i frontalangreb og missilbevæbnede MiG-21 der angreb bagfra. Efter det første angreb på formationerne, hvor det ofte lykkedes at skyde et eller flere fly ned og at få de amerikanske Republic F-105 Thunderchief til at kaste deres bombelast før tid, returnerede MiG’erne hurtigt til deres baser uden at følge op på angrebet. Denne “guerilla-taktik” var som regel succesfuld gennem krigen. I december 1966 nedskød piloter fra 921. Flyverregiment 14 F-105’ere uden selv at lide tab.
US Air Force og U.S. Navy fastholdt deres tiltro til F-4 Phantom II i forventningen om, at Phantom-flyets betydelige ildkraft, overlegne radar, acceleration og stigeevne i kombination med bedre taktik, ville give flyet en samlet overlegenhed i forhold til MiG-21’erne. Men i konfrontationerne mod de mindre MiG’er begyndte Phantom-flyene at lide tab. Fra maj til december 1966 mistede USA 47 fly, mens det kun lykkedes at nedskyde 12 nordvietnamesiske jagere. Fra april 1965 til november 1968 blev registreret 268 luftkampe over Nordvietnam. Nordvietnam hævdede, at de under disse kampe nedskød 244 amerikanske fly og alene mistede 85 MiG’er.
Efter mere end en million missioner og et tab af knap 1.000 amerikanske fly blev Operation Rolling Thunder indstillet den 1. november 1968. De utilfredsstillende tab mod de mindre og mere manøvredygtige MiG’ere i begyndelsen af krigen medførte at den amerikanske flåde i marts 1969 oprettede Navy Fighter Weapons School, også kendt som "TOPGUN" ved Naval Air Station Miramar i Californien. United States Air Force oprettede en tilsvarende realistisk øvelse, kaldet Red Flag ved Nellis Air Force Base i Nevada.
Under krigens forløb mellem den 3. april 1965 og den 8. januar 1973 hævdede begge de krigsførende parter at have succes i luftkrigen. Der er stor usikkerhed om antallet af nedskudte fly, da tallene fra hver af parterne varierer kraftigt. Nordvietnam hævdede at have mistet MiG-21 og at MiG-21’erne havde nedskudt 103 amerikanske F-4 Phantoms samt adskillige F-105 og at de havde mistet 60 MiG-21’ere i luftkampe. Tallene er ikke bekræftet af USA. USA trak dog F-105 ud af kampene i Vietnam grundet flyets dårlige statistik.
Den største trussel mod Nordvietnam under krigen var den amerikanske B-52 Stratofortress, der fra stor højde og med høj hastighed kunne udføre bombetogter. De nordvietnamesiske MiG-17 og MiG-19 kunne ikke bekæmpe B-52’erne, der fløj for højt. I sommeren 1972 etablerede Nordvietnam et uddannelsesprogram for MiG-21-piloterne med henblik på bekæmpelse af B-52’erne. Målrettede angreb mod indtrængende B-52’ere blev iværksat fra slutningen af 1972.
Under et af de første angreb blev en MiG-21 hævdet skudt ned af en B-52 den 18. december 1972, hvilket var første gang et fly var blevet skudt ned af B-52’erens maskinkanon i halepartiet. Knap en uge senere, den 24. december 1972, blev yderligere en MiG-21 hævdet nedskudt af en B-52’er. Begge nedskydninger fandt sted under Operation Linebacker II (også kendt som “julebombningerne”). De to nedskydninger er ikke bekræftet af Nordvietnam.
Blot to dage efter den anden nedskydning af en MiG-21 fra et B-52 bombefly hævdede Nordvietnam den 26. december at have foretaget den første fly-nedskydning af et B-52 fly nogensinde. B-52’eren fløj i 30.000 fods højde (9.150 m), da flyet skulle være blevet ramt af et K-13 (“Atoll”) missil fra en MiG-21. Andre kilder hævder dog, at B-52’eren blev ramt af et jord til luft-missil. Nordvietnam hævder også, at have nedskudt en B-52’er den 28. december 1972. Nedskydningen er dog ubekræftet.

### Konflikter mellem Israel, Egypten og Syrien
MiG-21 blev anvendt i betydeligt omfang i konflikterne i Mellemøsten i 60’erne, 70’erne og 80’erne af Egypten, Syrien og Irak. De første MiG-21’ere mødte israelske Mirage III første gang i november 1964, men det var først den 14. juli 1966, at den første MiG-21 blev skudt ned at Mirage III. Yderligere seks syriske MiG-21 blev skudt ned af israelske Mirage III’ere under en træfning den 7. april 1967. MiG-21’ere var også i kamp mod F-4 Phantom II og mod Douglas A-4 Skyhawks. I midten af 1970'erne erhvervede Israel moderne McDonnell Douglas F-15 Eagle og F-16 Fighting Falcon, der var MiG-21 overlegen.
Under de første angreb under Seksdageskrigen angreb det israelske luftvåben i fire angrebsbølger. I første angrebsbølge nedskød israelerne efter eget udsagn otte egyptiske fly, heraf syv MiG-21’ere; Egypten hævdede at have nedskudt fem israelske fly med MiG-21PF’ere.I den anden bølge hævder Israel at have nedskudt fire MiG-21’ere i luftkamp og i den tredje bølge blev to egyptiske og et syrisk MiG-21 skudt ned i luftkamp. Ved den fjerde bølge blev et stort antal syriske MiG-21’ere ødelagt på jorden. Samlet mistede Egypten omkring 100 af sine ca. 110 MiG-21’ere, næsten alle blev ødelagt på jorden. Syrien mistede 35 ud af 60 MiG-21F-13’ere og MiG-21PFs i luften og på jorden.
Mellem afslutningen af Seksdageskrigen og begyndelsen af Udmattelseskrigen havde israelske Mirage-fly seks bekræftede nedskydninger af egyptiske MiG-21’ere. Egypten nedskød i samme periode to, måske tre, israelske fly. Under selve Udmattelseskrigen nedskød Israel efter eget udsagn 56 MiG-21’ere, hvorimod Egypten hævdede at have nedskudt 14 israelske fly samt 12 mulige nedskydninger. I samme periode hævdede Israel at have nedskudt 25 syriske MiG-21’ere og Syrien hævdede at have nedskudt fire israelske fly.
De betydelige egyptiske tab og de vedvarende israelske bombninger under Udmattelseskrigen foranledigede Egypten til at bede om yderligere sovjetisk hjælp. I juni 1970 ankom sovjetiske piloter og mandskab til betjening af medbragte jord-til-luft missiler. Den sovjetiske bistand førte til en kraftig intensivering af luftkampene med øgede israelske tab. Den 30. juli 1970 udkæmpedes et større luftslag med tab af flere fly på begge sider. Sovjetunionen var foruroliget over de store tab, men også Israel led tab, og der blev kort efter indgået våbenhvile i konflikten.
I september 1973 fandt et større luftslag sted mellem israelske og syriske fly. Israel hævdede at have nedskudt 12 syriske MiG-21’ere, mens Syrien hævdede, at MiG’erne havde nedskudt otte fly og selv mistet fem.
Under Yom Kippur-krigen i oktober 1973 hævdede Israel at have nedskudt 73 egyptiske MiG-21’ere (65 bekræftede). Egypten hævdede at have nedskudt 27 israelske fly samt yderligere otte nedskydninger. Egyptens påstande er dog tvivlsomme, da ikke meget tyder på, at Israel mistede mere end mellem 5-15 fly under krigen. På den syriske front hævdede Syrien at have nedskudt 30 israelske fly med sine MiG-21’ere; Israel hævdede at have nedskudt 29 syriske MiG-21’ere.
I perioden mellem afslutningen af Yom Kippur-krigen og begyndelsen af krigen i Libanon i 1982 havde Israel modtaget moderne F-15’ere og F-16’ere, der var de syriske MiG-21MF’ere langt overlegne. Ifølge det israelske luftvåben nedskød de nye fly 24 syriske MiG-21’ere i perioden.
Under Krigen i Libanon hævdede Israel at have nedskudt omkring 45 syriske MiG-21MF’ere. Syrien hævde at have nedskudt to og muligvis 15 israelske fly. Det lykkedes tillige Syrien at beskadige mindst en israelsk F-15 og en F-4 i kampe med MiG-21.

### Borgerkrigen i Syrien
Efter det første år i den syriske borgerkrig var forløbet uden brug af fly, påbegyndte den syriske regering i juli 2012 luftoperationer mod syriske oprørsgrupper. MiG-21 var blandt de første fly, der deltog i bombninger og raketangreb. En række videooptagelser dokumenterer anvendelsen af flyet i konflikten.
I hvert fald fire syriske MiG-21’ere er blevet skudt ned af syriske oprørere ved brug af enten antiluftskyts eller af bærbare antiluftskyts missiler (MANPADS).

### Øvrige konflikter i Mellemøsten
Efter bruddet mellem Egypten og Sovjetunionen i midten af 1970’erne modtog Egypten amerikanske Sidewindermissiler, der blev monteret på de egyptiske MiG-21’ere og benyttet med succes under den kortvarige egyptisk-libyske krig i 1977. Egyptiske MiG-21’ere nedskøb libyske Mirage 5 og flere MiG-23’ere.

### Krigen mellem Iran og Irak
Under Iran-Irak-krigen benyttede Irak MiG-21. Irak mistede 23 MiG-21’ere i luftkamp mod de langt overlegne Iranske F-14 Tomcat og mistede yderligere 29 MiG-21’ere til Iranske F-4’ere. Det lykkedes dog irakiske MiG-21’ere i perioden mellem 1980 og 1988 at nedskyde 43 iranske fly.

### Libyen
Libyske MiG-21’ere blev i et begrænset omfang benyttet under borgerkrigen i 2011. Regeringstropper mistede to MiG-21’ere, da oprørere fløj flyene fra en luftbase nær Sirte til oprørsbaser. Yderligere et fly blev tabt grundet en pilotfejl. Den 2. september 2014 styrtede MiG-21 ned ved Tobruk som følge af en pilotfejl.
Under den nuværende borgerkrig i landet har fraktioner med adgang til MiG-21’ere benyttet flyet til omfattende bombninger af rivaliserende fraktioner i Benghazi.

### Konflikterne på Afrikas Horn
Under Ogadenkrigen i 1977–78 benyttede både Somalia og Etiopien MiG-21 under konflikten. To etiopiske F-5A fløjet af israelske piloter angreb ved en lejlighed fire somaliske MiG-21MF’ere. To blev skudt ned og de øvrige to fløj ind i hinanden i et forsøg på at undgå et Sidewinder-missil. Begge parter i konflikten hævdede at have nedskudt et større antal af modpartens fly. Etiopiske MiG-21’ere blev primært anvendt til angreb mod mål på jorden og spillede en vigtig rolle i Etiopiens endelige offensiv mod somaliske landtropper.

### Angola
Under den langvarige angolanske borgerkrig anvendte cubansk militær i vidt omfang MiG-21 i angreb mod UNITA og FNLA-støttede oprørere, ligesom MiG-21 blev benyttet i luftkampe mod sydafrikanske Mirage F1-fly. MiG’erne var dog ikke særlig effektive mod de lavtflyvende Mirage-fly grundet MiG’ens begrænsede radar og afhængighed af støtte fra jordbaserede observationsposter. De fleste tab af MiG-21 blev lidt som følge af antiluftskyts og bærbare stinger-missiler, men enkelte blev nedskudt af sydafrikanske Mirage F1 og Mirage III.

### Congo
MiG-21 (og den kinesiske licensbyggede version Chengdu J-7) blev ligeledes benyttet under krigene i Congo. Flyene blev ofte fløjet af lejetropper.

### Jugoslavien
Jugoslavien købte sine første MiG-21’ere fra Sovjetunionen i 1962. I årene frem til begyndelsen af 1980'erne købte Jugoslavien i alt 261 MiG-21’ere.
I de indledende faser af borgerkrigene i Jugoslavien (1991-95) anvendte den jugoslaviske folkehær MiG-21 til angreb mod mål på jorden. De kroatiske og slovenske styrker havde ikke flystyrker ved krigens begyndelse. Fly fra baser i Slovenien, Kroatien og Bosnien-Hercegovina blev af den jugoslaviske forbundsregering overført til baser i Serbien. Mindst syv MiG-21’ere blev skudt ned af antiluftskyts s i Kroatien og i Bosnien-Hercegovina. En jugoslavisk MiG-21 nedskød den 7. Januar 1992 en helikopter fra EF over Kroatien, hvorved bl.a. fem europæsike observatører og en række europæiske militærfolk blev dræbt.

Kroatien fik tre MiG-21’ere som følge af, at kroatiske piloter fra forbundsregeringshæren hoppede af. To af disse blev senere skudt ned, den ene af serbisk antiluftskyts, den anden ved kroatisk beskydning (“friendly fire”). Kroatien købte i 1993 ca. 40 MiG-21’ere på trods af FN’s våbenembargo, men kun omkring 20 gik i aktiv tjeneste; de øvrige blev anvendt til reservedele. Flyene blev benyttet til angreb mod mål på jorden. Ved en enkelt lejlighed forsøgte kroatiske MiG-21’ere at nedskyde et fjendtligt fly fra Republikken Srpska, men uden held.
Bortset fra de tre MiG-21’ere, der blev fløjet til Kroatien overtog Serbien Jugoslaviens MiG-21’ere. Under NATO-bombningerne i Jugoslavien i 1999 blev 33 MiG-21’ere ødelagt på jorden.

### Afghanistan
Afghanistan havde i 1970’erne indkøbt flere MiG-21 fra Sovjetunionen. Ved Sovjetunionens intervention i Afghanistan i 1980 var MiG-21 det primære kampfly og blev benyttet intensivt af regeringshæren og af de sovjetiske tropper i landet. I begyndelsen af konflikten havde MiG-21 rolle som jagerfly og som luftstøttefly, men i løbet af årene overgik flyet til primært at varetage luftstøtte til tropperne på jorden i kampene mod de afghanske mujahideenere.
Mujahideenerne rådede ikke over luftstyrker, og MiG-21’ere kom ikke i luftkamp. Det lykkedes dog mujahideenere ved hjælp af bl.a. stinger-missiler at skyde flere af de sovjetiske MiG-21’ere ned.
Efter den sovjetiske tilbagetrækning blev flere af regeringshærens MiG-21’ere overtaget af Taliban og lokale krigsherrer. Mangel på reservedele og vedligeholdelse betød dog at kun få fly var operationelle.
Ved den amerikansk ledede invasion af Afghanistan i 2001 blev de fleste af Talibans tilbageværende MiG-21’ere skudt ned eller ødelagt.

## Versioner
MiG-21 blev fremstillet i en lang række forskellige versioner. Flyets NATO-rapporteringsnavn er ‘’Fishbed’’, og de mange versioner har givet anledning til en underinddeling i form af ‘’Fishbed-A’’, ‘’Fishbed-B’’ etc.
De væsentligste versioner er følgende:
MiG-21 (1956; Izdelije 65; NATO "Fishbed-A").
Den første produktionsserie af MiG-21. Flyet blev bygget baseret på en række prototyper. Der blev fremstillet forholdsvist få fly af denne type og flyene blev anvendt til forskellige tests.
MiG-21F (1959; Izdelije 72; NATO "Fishbed-B")
Den første større produktionsserie af MiG-21. Der blev fremstillet 20 stk. i 1959 og 73 stk. i 1960. En specialbygget MiG-21F (Ye-6T/1) satte den 16. september 1960 hastighedsrekord med en hastighed på 2.499 km/t over en distance på 100 km.
MiG-21F-13 (1960; Izdelije 74; NATO "Fishbed-C")
Flyet afløste MiG-21F. Flyet var udstyret med missilsystemet K-13 (en sovjetisk kopi af det amerikanske AIM-9 Sidewinder-missil). Flyet havde endvidere en opgraderet radar. Flyet blev bygget i Kina på licens som Chengdu J-7 og i Tjekkoslovakiet.
MiG-21PF (1961; Izdelije 76; NATO "Fishbed-D")
MiG-21PF var en altvejrs-jager med opgraderet radar (RP-21) og mulighed for montering af RS-2US luft til luft-missiler i tillæg til de infrarøde K-13-missiler. Flyets karakteristiske antenne i næsen blev fra denne version flyttet fra den nederste del af næsen til toppen af næsen. Flyet blev i en nedgraderet version eksporteret til en række lande i den tredje verden, herunder til Nordvietnam, under navnet MiG-21FL
MiG-21PFS (1963; Izdelije 94; NATO "Fishbed-D/F")
Flyet havde forskellige ændringer i højderor og halefinne og enheder til stabilisering af flyets vertikale flyveegenskaber. Senere versioner havde åbning af cockpittaget i højre side og ikke i forenden.
MiG-21PFM (1964; Izdelije 94; NATO "Fishbed-F")
MiG-21PFM havde en opgraderet radar og forbedret avionik. Versioner bygget efter 1968 kunne medføre luft til jord-missiler. Nogle versioner kunne medføre atomvåben.
MiG-21R (1965; Izdelije 03/94R; NATO "Fishbed-H")
En version med kraftigere motor (Turmanskij R-13-300) og kraftige bevæbning. En eksportversion til Egypten, MiG-21RF, blev hyppigt anvendt i konflikterne i Mellemøsten.
MiG-21S (1964; Izdelije 95; NATO "Fishbed-J")
Version med opgraderet radar, RP-22 og mulighed for kraftigere bevæbning. Flyet blev alene leveret til Sovjetunionens luftvåben. En version af flyet (MiG-21N) kunne medføre et atomvåben. En eksportversion af flyet (MiG-21M) havde en nedgraderet radar lettere bevæbning.
MiG-21SMT (1971; Izdelije 50; NATO "Fishbed-K")
En videreudvikling af MiG-21SM med forbedret kapacitet til brændstof. Versionen er let genkendelig med en kraftig “bule” på toppen af flyets krop. Sovjetiske piloter var ikke tilfredse med flyet, der senere blev fremstillet i en modificeret version, MiG-21ST.
MiG-21bis (1972; Izdelije 75; NATO "Fishbed-L/N")
Det mest avancerede af MiG-21-versionerne. Flyet fik ny kraftigere Tumanskij R25-300 turbojetmotor og en lang række forbedring i forhold til tidligere versioner. Flyene anvendt af Sovjetunionens luftforsvar (PVO) blev benævnt "Fishbed-L" og flyene anvendt af det taktiske luftvåben, VVS, blev benævnt "Fishbed-N".
MiG-21Lancer
MiG-21Lancer er en rumænsk opgraderet version, der er opgraderet i et samarbejde mellem israelske Elbit Systems og AerostarSA fra Rumænien. Flyet anvendes fortsat.
MiG-21 Bison
Opgraderet eksportversion, der fortsat anvendes af bl.a. Indiens luftvåben.

## Galleri
- Egyptisk MiG-21PFM i 1982
- Rumænsk MiG-21 LanceR i 2012.
- MiG-21bis fra Ungarns luftvåben under start.
- MiG-21 med amerikanske nationalitetsmærker på træningscenter for amerikanske piloter under flyvning
- Bulgarsk MiG-21bis

### Tilsvarende fly
- Sukhoj Su-9
- Chengdu J-7
- Guizhou JL-9 / FTC-2000 Mountain Eagle
- CAC/PAC JF-17 Thunder

### Fly fra samme periode med tilsvarende rolle
- Dassault Mirage III
- Dassault Mirage F1
- Lockheed F-104 Starfighter
- Northrop F-5 Freedom Fighter
- SAAB F-35 Draken

### Fodnoter
1. ↑  "AZ" - forkortelse for det russiske "Авиационный Завод" - АЗ (Flyfabrik
2. ↑  I dag Nisjnij Novgorod.
3. ↑  Udover den kinesisk byggede Chengdu J-7 har Kina også benyttet et antal MiG-21MF’ere.[30][31]
4. ↑  Slovakiets MiG-21’ere blev udfaset i 2003, men nogle eksemplarer er klar til at blive gjort kampklare om nødvendigt.[35]

## Eksterne links
- Wikimedia Commons har flere filer relateret til Mikojan-Gurevitj MiG-21
- MiG-21.de
- MIG-21 Fishbed from Russian Military Analysis
- MiG-21 Fishbed from Global Security.org
- Warbird Alley: MiG-21 page – Information about privately owned MiG-21s
- Video med præsentation af tjekkisk MiG-21MF